# Liste der Brunnenanlagen in Berlin
Die Liste der Brunnenanlagen in Berlin ist eine Zusammenstellung aller in den Berliner Bezirken früher existierenden oder im 21. Jahrhundert noch vorhandenen Springbrunnen, Planschen oder Trinkbrunnen, die künstlerisch gestaltet wurden und im öffentlichen Raum stehen. Nicht aufgenommen sind private Schmuck-Wasseranlagen. Die Tabellen sind in Teillisten nach Bezirken gegliedert und erheben keinen Anspruch auf Vollständigkeit.

## Einleitung
Insgesamt gibt es in Berlin 234 Zierbrunnen, also öffentliche Brunnen. Sie wurden ursprünglich von den Bezirksämtern gewartet und am Laufen gehalten. Im Jahr 2017 haben die Berliner Wasserbetriebe die Brunnen von neun der zwölf Bezirke und deren Wartung übernommen, die restlichen drei werden noch zur Übernahme vorbereitet. Die Schmuckbrunnen werden immer im April eines Jahres angeschaltet und im Oktober abgeschaltet, häufig mit einem feierlichen Startschuss an einem Brunnen durch Vertreter des Senats und der Wasserbetriebe.
Zusätzlich zu den öffentlichen Schmuckbrunnen sind auch die im 21. Jahrhundert vermehrt eingerichteten Trinkbrunnen in die Listen aufgenommen worden. – Baden in den Brunnen ist vor allem aus hygienischen Gründen verboten – wird aber toleriert. Der Betrieb etlicher Brunnen ist nur durch zusätzliche Sponsorengelder möglich.
Die Listen enthalten ebenfalls Angaben zu ehemaligen Schmuckbrunnen, die entweder nicht mehr vorhanden sind oder anderweitig genutzt werden.

## Übersicht nach Bezirken
| - Charlottenburg-Wilmersdorf - Friedrichshain-Kreuzberg - Lichtenberg - Marzahn-Hellersdorf | - Mitte - Neukölln - Pankow - Reinickendorf | - Spandau - Steglitz-Zehlendorf - Tempelhof-Schöneberg - Treptow-Köpenick |

## Notwasserpumpen
Die in der Liste der Brunnenanlagen ebenfalls nicht aufgenommenen „Plumpen“, jene meist grünen Straßenpumpen, die der Wasserversorgung aus dezentralen Quellen statt dem Wassernetz dienen, sind gesondert in den Listen der Straßenbrunnen in Berlin dargestellt. 
Die Anlagen aus allen Bezirken einschließlich aus Alt-Berlin (Berlin vor der Bildung der Gemeinde Groß-Berlin) sind nach Ortsteilen erfasst und gegliedert. Der Übersicht liegen die Angaben aus den Bezirksämtern zugrunde (Pankow, Lichtenberg, Friedrichshain/Kreuzberg) oder sie wurden aus verschiedenen Quellen zusammengetragen. 